# Вик (литературна награда)
Вижте пояснителната страница за други значения на Вик.
Наградата „Вик“ за български роман на годината е основана през 2004 г. от англичанина Едуард Вик – възпитаник на Кеймбриджкия университет и бизнесмен, основател на преводаческата агенция EVS Translations.

## История
Наградата се връчва от регистрираната на адрес в София фондация „Вик“ от 2004 до 2009 г. включително. Наградата е в размер на 10 000 лв. (точно два пъти по-голяма от най-голямата като финансово изражение литературна награда към онзи момент – наградата „Христо Г. Данов“) и включва предложение за превод на романа победител на английски език.
Боян Биолчев (при учредяването на наградата – ректор на Софийския университет), Иван Гранитски, Недялко Йорданов, Раймонд Вагенщайн (при учредяването на наградата – председател на Асоциация Българска книга), Стефан Данаилов, Христо Друмев (при учредяването на наградата – директор на НДК) и самият учредител Едуард Вик са членовете на постоянния комитет, който всяка година излъчва четиричленно жури. Читателите също имат право да вземат участие в гласуването под различни форми в течение на годините.

## Носители на наградата
| № | Година | Жури | Лауреати |
| - | ------ | --- | --- |
| 1 | 2004   | Жури с председател Антон Дончев и членове Светлозар Игов, Йордан Ефтимов и Симона Мирчева                                       | - Стефан Кисьов за „Екзекуторът“ - Награда на публиката – „Ела Пиньо и времето“ на Керана Ангелова                                                                          |
| 2 | 2005   | Жури с председател Дико Фучеджиев и членове Кирил Топалов, Николай Стоянов и Владимир Трендафилов                               | - Емил Андреев за „Стъклената река“ - Награда на публиката – „Стъклената река“ на Емил Андреев                                                                              |
| 3 | 2006   | Жури с председател Петър Анастасов и членове Димитър Томов, Ирина Вагалинска и Георги Коритаров                                 | - Боян Биолчев за „Амазонката от Варое“ |
| 4 | 2007   | Жури с председател Любомир Левчев и членове Амелия Личева, Ангел Игов и Деян Енев                                               | - Георги Тенев за „Партиен дом“ - Награда на публиката – „Трикракото куче“ на Мария Станкова                                                                                |
| 5 | 2008   | Жури с председател проф. Боряна Христова и членове Меглена Кунева, проф. Валери Стефанов, Андрей Слабаков и доц. Георги Лозанов | - Евгения Иванова за „Фото Стоянович“ - Награда на публиката – „Мамка“ на варненския лекар Пип Волант                                                                       |
| 6 | 2009   | Жури с председател проф. Милена Кирова и членове проф. Светлозар Игов, Георги Тенев и Кристина Патрашкова                       | - Милен Русков за „Захвърлен в природата“ и Захари Карабашлиев за „18% сиво“ (наградата е поделена между двамата) - Награда на публиката – „18% сиво“ на Захари Карабашлиев |

## Обществен отзвук
Въпреки сериозната си заявка да предизвика интерес към съвременната българска литература, наградата получава сериозни критики в няколко отношения. Частта от наградата, отнасяща се до английския превод, предизвиква разочарование, след като първият награден роман е преведен от екип преводачи без опит в литературния превод и не получава интерес от чужд издател. Редовно се появяват критични коментари за състава на постоянния комитет, определящ журито (виж по-долу), както и за състава на самите журита. На критика са подложени и помпозните церемонии.
Особено силни спорове предизвиква изданието на конкурса от 2006 г., когато наградата получава Боян Биолчев, член на постоянния комитет. Биолчев не се отказва от наградата, но дарява паричния ѝ еквивалент за установяването на награда за студентско творчество.
Скандал предизвиква и идеята на учредителите да потърсят „застъпници“ на наградата сред фигури като депутатката от БСП Мая Манолова и бизнесмена Христо Ковачки.
През 2009 г. с отворено писмо до медиите Едуард Вик обявява, че прекратява финансирането на наградата. Това предизвиква обширна дискусия.